# نادیده گرفتن احتمال
نادیده گرفتن احتمال یا بی‌توجهی به مقدار احتمال (به انگلیسی: Neglect of probability) نوعی خطای ادراکی(سوگیری شناختی) است که در تعریف آن می‌توان گفت: تمایل به نادیده گرفتن احتمال وقوع یک رویداد در زمان تصمیم‌گیری در وضعیت عدم قطعیت.
ذهن انسان در زمان مواجه با احتمال کم و ریسک‌های کوچک ناخواسته یا این ریسک‌ها را نادیده می‌گیرد یا آنها را بسیار بزرگتر از آنچه هستند در نظر می‌گیرد. این خطای شناختی با خطای دیگری شباهت دارد به نام غفلت از نرخ پایه: پذیرش موارد خاص و نادیده گرفتن آمار و اطلاعات موجود
در آزمایشی به سال ۱۹۷۲ شرکت کنندگان به دو گروه تقسیم شدند به گروه اول گفته شد که به آنها شوک الکتریکی داده خواهد شد. به اعضای گروه دوم گفته شد که ۵۰ درصد احتمال دارد که به آنها شوک الکتریکی وارد شود. محققان میزان استرس اعضای دو گروه را در زمان شروع آزمایش اندازه‌گیری کردند و متوجه شدند هر دو گروه به یک اندازه دچار استرس هستند. آزمایش مجدداً انجام شد و در دفعات بعدی به اعضای گروه دوم گفته شد که احتمال وقوع ۴۰ درصد است اما میزان استرس تغییری نکرد. حتی با پایین آوردن احتمال شوک تا ۵ درصد هم میزان استرس در اعضای گروه دوم تغییری نکرد. آزمایش‌های مشابه نتایج این آزمایش را تأیید کرده‌اند.
به نظر می‌رسد ذهن انسان در مواجه با یک رویداد، به احتمال وقوع آن واکنش نشان نمی‌دهد بلکه به بزرگی آن واکنش نشان می‌دهد. یک نمونه آشکار این خطا شرکت در مسابقه‌هایی با جوایز میلیاردی است جائی‌که احتمال برنده شدن نزدیک به صفر است اما رویداد یا همان مقدار جایزه عددی بسیار بزرگ است. یا برعکس آن اجتناب و دوری شدید از مواد سرطان‌زا با احتمال بیماری بسیار کم.
درحالیکه احتمال کشته شدن در پرواز با هواپیما بسیار کمتر از خودرو است با این وجود بسیاری از مردم از سفر هوایی پرهیز می‌کنند به‌ویژه بعد از شنیدن خبر سقوط یک هواپیما، درحالیکه سقوط صرفاً یک هواپیما احتمال خطر سفر هوایی را تغییری نخواهد داد.